# Carmo do Cajuru
Carmo do Cajuru là một đô thị thuộc bang Minas Gerais, Brasil. Đô thị này có diện tích 455,005 km², dân số năm 2007 là 18943 người, mật độ 42,2 người/km².